# Ross Edgley
Ross Edgley (født 13. oktober 1985) er en eventyrer og forfatter, der er bedst kendt for at være den første person i historien, der har svømmet hele vejen rundt om Storbritannien. Efter 2.000 mil og 157 dage annoncerede World Open Water Swimming Association  det som værende "World Swim of the Year 2018", og det blev officielt anerkendt som "The World's Longest Staged Sea Swim."
Hans rejse blev dokumenteret som en ugentlig internet-serie, "Ross Edgley's Great British Swim", produceret af Red Bull. I forbindelse med sin historiske svømmetur, sagde han, "Det er mit håb, at folk husker Great British Swim som et eksempel eller eksperiment i både mental og fysisk styrke."

## Baggrund og opvækst
Edgley blev født i en sportsfamilie i Grantham (hans far var en tennistræner, hans mor var en sprinter og hans bedsteforældre var både maratonløbere og i militæret), og han uddannede sig fra Loughborough University's School of Sport and Exercise Science. Desuden blev han i 2016 nævnt som værende blandt verdens 50 mest "fitte" mænd af Askmen.com efter han:
- Løb et maraton mens han trak en 1,4-ton bil (af medierne kaldet ”Verdens Stærkeste Maraton”) [6]
- Klatrede et reb på højde med Everest (8.848 m) (af medierne kaldet ”Verdens Længste Rebklatring”)
- Løb 1.000 mil barfodet på en måned med en 50 kg rygsæk
- Færdiggjorde en olympisk distancetriathlon med et træ på 100 lb
- Svømmede over 100 km i Det Caribiske Hav men han trak et 100 lb træ[7]
- Svømmede non-stop i 48 timer på Commando Training Center for Royal Marines
- Svømmede 2.000 mil rundt om Storbritannien på 157 dage
- Løb 30 maraton på 30 dage.